# Бокер (футбольний клуб)
«ФК Бокер» (фр. Stade Beaucairois FC) — французький футбольний клуб, який базується у муніципалітеті Бокер. Клуб був заснований у 1908 році. У 2023 році «Stade Beaucairois 30» об'єднався з «Espoir Football Club Beaucarois», утворивши «ФК Бокер».